# 古川弘成
古川 弘成（ふるかわ ひろなり、1946年10月30日 - ）は、日本の実業家。初の生え抜き社長として阪和興業代表取締役社長や、日本貿易会常任理事、日本鉄鋼連盟理事を務めた。

## 人物・経歴
奈良県出身。1969年大阪市立大学経済学部卒業、阪和興業入社。アジア地域副支配人を経て、1997年取締役昇格。2003年常務取締役。2005年専務取締役。2009年代表取締役副社長。
17年ぶりの社長交代により、初の生え抜き社長として2011年から阪和興業代表取締役社長を務め、課題解決型の事業展開を進めた。日本貿易会常任理事や日本鉄鋼連盟理事も務めた。